# 핑구이구

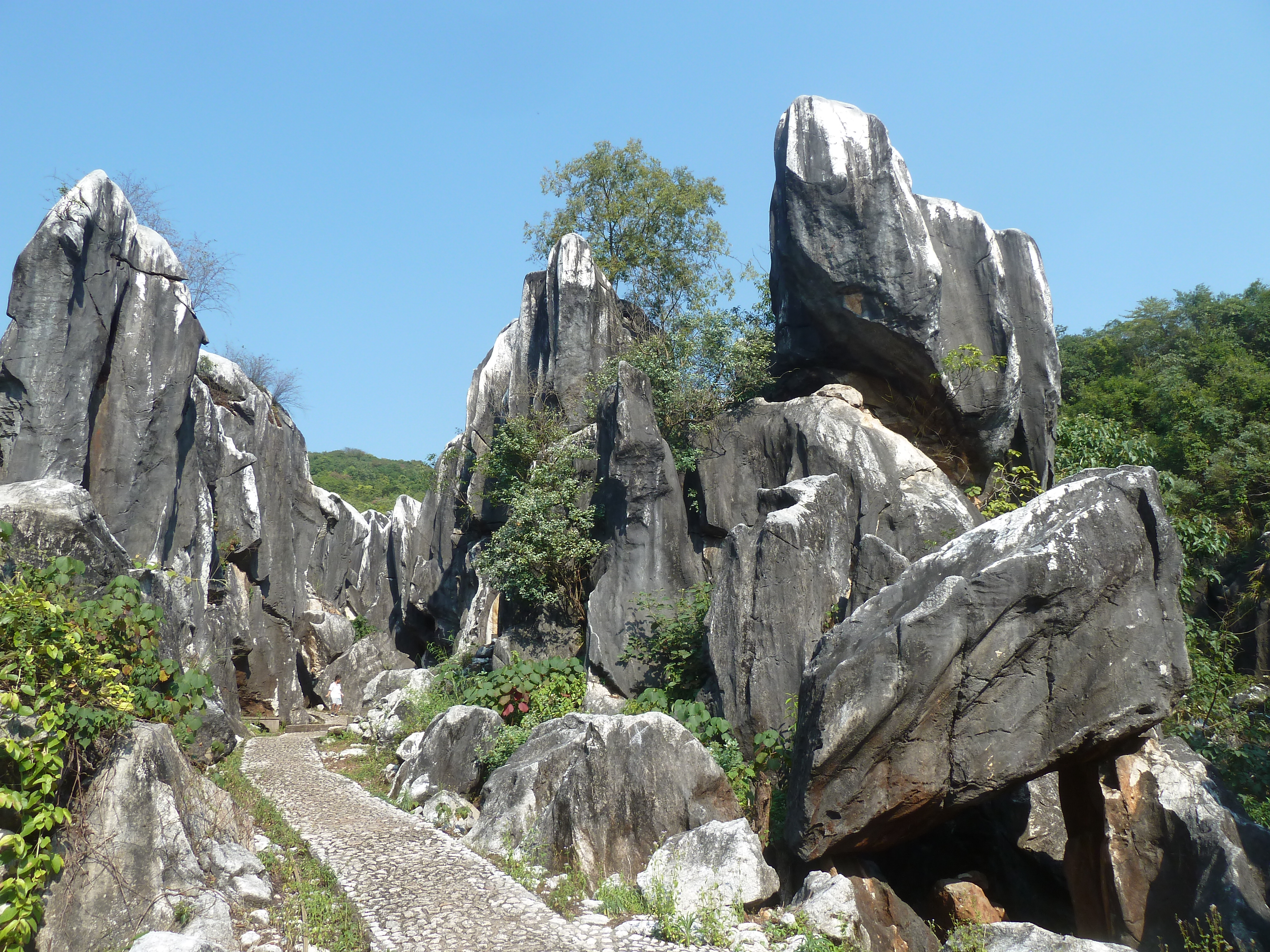

핑구이구(한국어: 평계구, 중국어: 平桂区, 병음: Píngguì Qū)는 중화인민공화국 광시 좡족 자치구 허저우 시의 현급 행정 구역이다. 2016년에 신설되었다.

## 행정 구역
1개 가도, 7개 진, 2개 민족향을 관할한다.
- 1개 가도: 西湾街道
- 7개 진: 黄田镇, 鹅塘镇, 沙田镇, 公会镇, 水口镇, 望高镇, 羊头镇
- 2개 민족향: 和大平瑶族乡